# Rifamicina
La rifamicina és un antibiòtic del grup de les ansamicines usat en medicina humana per al tractament d'infeccions causades per bacteris Gram positius, especialment infeccions hepato - biliars, cremades, piodermitis, ferides infectades, impetigen i úlceres varicoses. La rifamicina ve en presentacions injectables, esprai i solució tòpica.
El grup de la rifamicina inclou els fàrmacs de rifamicina "clàssics", així com els derivats de la rifamicina: rifampicina, rifabutina, rifapentina, rifalazil i rifaximina. La rifamicina, venuda amb el nom comercial Aemcolo, està aprovada als Estats Units per al tractament de la diarrea dels viatgers en algunes circumstàncies.

## Bacteri
El bacteri Streptomyces mediterranei es va aïllar per primera vegada l'any 1957 a partir d'una mostra de sòl recollida a prop de la ciutat de St Raphael al sud de França. El nom va ser donat originalment per dos microbiòlegs que treballaven amb la companyia farmacèutica italiana Group Lepetit SpA a Milà, la italiana Grazia Beretta i Pinhas Margalith d'Israel.
L'any 1969, el bacteri va ser rebatejat com a Nocardia mediterranei quan un altre científic anomenat Thiemann va trobar que tenia una paret cel·lular típica de l'espècie Nocardia. Aleshores, l'any 1986, el bacteri va tornar a anomenar-se Amycolatopsis mediterranei, com a primera espècie d'un nou gènere, perquè un científic anomenat Lechevalier va descobrir que la paret cel·lular no té àcid micòlic i no és capaç de ser infectada pels fags Nocardia i Rhodococcus. A partir de seqüències d'ARN ribosòmic 16S, Bala et al. va canviar el nom de l'espècie l'any 2004 Amycolatopsis rifamycinica .

## Primeres drogues
Les rifamicines es van aïllar per primera vegada l'any 1957 d'un cultiu de fermentació de Streptomyces mediterranei al laboratori del Gruppo Lepetit SpA a Milà per dos científics anomenats Piero Sensi i Maria Teresa Timbal, treballant amb el científic israelià Pinhas Margalith. Inicialment, es va descobrir una família d'antibiòtics estretament relacionats anomenats Rifamicina A, B, C, D, E. L'únic component d'aquesta mescla prou estable per aïllar-se en forma pura va ser la Rifamicina B, que malauradament era poc activa. No obstant això, estudis posteriors van demostrar que, mentre que la rifamicina B era essencialment inactiva, es va oxidar i hidrolitzar espontàniament en solucions aquoses per produir la rifamicina S altament activa. La reducció simple de la rifamicina S va donar la forma d'hidroquinona anomenada rifamicina SV, que es va convertir en el primer membre d'aquesta. classe per entrar a l'ús clínic com a antibiòtic intravenós. Una modificació química addicional de la Rifamicina SV va donar lloc a un anàleg millorat de Rifamida, que també es va introduir a la pràctica clínica, però es va limitar de manera similar a l'ús intravenós. Després d'un extens programa de modificació, finalment es va produir rifampicina, que està disponible per via oral i s'ha convertit en un pilar de la teràpia de la tuberculosi

## Contraindicacions
No s'ha d'administrar aquest medicament a persones amb hipersensibilitat a les rifamicines o en pacients amb icterícia. L'ús tòpic perllongat pot ocasionar sensibilització. En infeccions causades per estreptococ beta hemolític, cal comprovar la desaparició completa dels gèrmens per evitar complicacions distants al lloc d'infecció. L'administració sistèmica pot tenyir la pell, l'orina i altres secrecions. A l'embaràs, el metge ha de balancejar els beneficis de la droga amb els riscos potencials per a la mare i el fetus. Quan s'administra tòpicament, es pot produir irritació local o reaccions al·lèrgiques de la pell.